# Комициано
Комициа̀но (на италиански: Comiziano, до 1909 г. Cumignano, Куминяно) е село и община в Южна Италия, провинция Неапол, регион Кампания. Разположено е на 73 m надморска височина. Населението на общината е 1821 души (към 2010 г.).